# Hijos de la Caridad
Los Hijos de la Caridad (Fils de la Charité en francés, abreviado F.C.) son una congregación religiosa de la Iglesia católica fundada el 25 de diciembre de 1918 por el sacerdote francés Emilio Anizan para dedicarse a la evangelización del mundo obrero y los barrios populares. Su fundación fue apoyada e impulsada por el Papa Benedicto XV y aprobada definitivamente en 1925 por el Papa Pio XI como Instituto Clerical de derecho pontificio. 
Con 145 miembros, está presente en 12 países de 4 continentes (América, Europa, África, Asia), atendiendo parroquias obreras en barrios populares y acompañando movimientos apostólicos de trabajadores.

## Historia

### El Fundador
El padre Emilio Anizan nace el 6 de enero de 1853 en Artenay, a unos veinte kilómetros de Orleáns, en el seno de una familia situada entre la pequeña burguesía provinciana, bastante alejada de su posterior vocación de pastor al servicio de los pobres.
En 1862, con tan solo 9 años, Emilio Anizan es enviado por su padre al Seminario menor de Sainte-Croix de Orleáns y después al de la Chapelle-Saint-Mesmin. Ambos contaban con gran prestigio en la región por la calidad de su educación, sin embargo Anizan no tenía aspiración alguna por el sacerdocio. 
En mayo de 1866 celebra su Primera Comunión. No piensa en ser sacerdote, sin embargo desde aquella época descubre el amor de Jesús. A pesar de vivir en el contexto de una espiritualidad rigurosa, él considera a Jesús como un compañero cercano y fiel.
En 1871 entra en la Conferencia de San Vicente de Paúl y descubre las dificultades y penas de las familias pobres de Orleáns. Tiene 18 años y a través de la espiritualidad de San Vicente de Paúl se percata de la enorme brecha entre la Iglesia y el pueblo pobre, así como de la necesidad del apostolado popular según la guía de San Vicente de Paúl. En 1874 visita la fábrica de gas de Issy. Siente y experimenta un «verdadero amor por los pobres obreros tan desfavorecidos y abandonados».
Anizan entró al seminario por obediencia a su padre y a su director espiritual, sin embargo siente miedo a la vida rutinaria de un “funcionario del culto”. Poco a poco va surgiendo en él la inquietud por la congregación de los Hermanos de San Vicente de Paúl, movido por el apostolado popular y los testimonios del padre Planchat y Sor Rosalía Rendu (Hija de la Caridad de San Vicente). Escribe a su obispo desde Artenay pidiéndole permiso para abandonar el seminario diocesano e ingresar a los Hermanos de San Vicente, sin embargo la respuesta de su obispo es negativa.

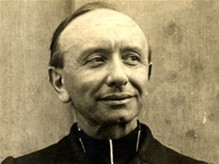
El padre Emilio Anizan, Fundador de los Hijos de la Caridad.

De 1874 a 1877 seguirá su formación. Mientras va a tomar contacto con personas y movimientos preocupados por la evangelización del pueblo. Se ordena sacerdote el 22 de diciembre de 1877 en la iglesia parisina de San Suplicio. Su obispo, cada vez más desconfiado y receloso del pueblo obrero, no acepta las aspiraciones de Anizan y quiere nombrarlo profesor de colegio, pero finalmente acaba nombrándolo vicario parroquial de Olivet, en las afueras de Orleans. Tendrá que esperar 9 años para ver realizado su deseo de ser Hermano de San Vicente y consagrarse a los pobres y obreros.
En 1886, después de un tiempo de enfermedad, es autorizado por su obispo para dejar la diócesis e integrarse a los Hermanos de San Vicente. En noviembre de ese año inicia su noviciado, en 1887 el padre Leclerc (fundador de los Hermanos) lo nombra capellán del patronato de Santa Ana de Charonne, y en 1888 pronuncia sus votos.
El Padre Anizan vive su apostolado en Charonne con gran alegría, sumergido en el mundo popular al que consagra su vida. Al llegar a Charonne escribía a su hermana Marie: «Los obreros pululan por todos lados. No solo encontramos rostros agradables... ya te oigo decir: ¿pero, cómo puede gustarte un barrio semejante, en medio de gente tan mala? Qué quieres, yo mismo no entiendo nada, es por la gracia de Dios. Aquí me encuentro como en mi casa».

### La Gran Prueba
En 1894 tiene lugar el Capítulo General de la congregación en medio de una fuerte tensión respecto al papel que los religiosos laicos deben asumir en la dirección de la congregación. En esa asamblea el padre Anizan es elegido primer asistente del superior general (no sin poca resistencia del mismo Anizan). Con el correr de los años la crisis al interior de la congregación se va agudizando.
En el Capítulo de 1906 Anizan es elegido superior general de los Hermanos de San Vicente de Paúl. Durante su tiempo al frente de la congregación busca fortalecer los principales ejes del carisma: la vida religiosa y la dedicación exclusiva a los pobres. Sin embargo, un grupo opositor a los lineamientos pastorales y misioneros del padre Anizan, lidereados por el padre Maignen, acusan ante Roma al superior de modernismo social por su apoyo a los sindicatos obreros. 
El grupo de Maignen, de corte integrista, busca que la Santa Sede destituya a Anizan, aprovechando la cruzada antimodernista emprendida por el Papa Pio X. Así, con el apoyo del Cardenal Billot, el padre Anizan es destituido como superior general el 14 de enero de 1914, y junto con él todo su Consejo.
En los primeros días de marzo Anizan llega al Convento de cartujos Pleterje que dirige su amigo y maestro espiritual Dom François de Sales Pollien, quien en seguida percibe la gravedad de la situación por la que atraviesa Anizan. En este tiempo escribirá: «He comenzado este retiro con bastante tristeza, por los graves acontecimientos que acabamos de vivir tanto yo como la congregación, ¡Había tantas interrogantes!, interrogantes tan aparentemente insolubles y al mismo tiempo tan inquietantes, que me encontraba un tanto desamparado. Me parecía que Dios se ocultaba». Poco a poco va encontrando la luz, y al final, en la mañana del tercer día escribe: «El pensamiento de las masa perdidas me invade y me persigue. En espíritu, he vuelto a estar en medio de esas masas, he rezado y suplicado por ellas. Creo que esta es la estrella de mi retiro». Así, el futuro fundador de los Hijos quiere sepultar en el silencio todos los acontecimientos pasados. Además, desea dejar los Hermanos de San Vicente de Paúl sin por ello renunciar a la vida religiosa. Tras su retiro, el padre Anizan empieza a salir de la noche y vuelve a fundar su vocación religiosa y pastoral. A partir de entonces comenzará a hablar de "la gran obra": un equipo de pastores que vayan al pueblo pobre y trabajador.
De regreso a Francia, el nuevo consejo de los Hermanos presiona para conocer sus intenciones, pero el padre Anizan no las revela. El 9 de julio de 1914 escribe una carta al Papa solicitando la dispensa de sus votos. A finales de noviembre recibe de Roma la dispensa y así deja definitivamente la congregación para incardinarse en la diócesis de Mónaco, pues Roma le ha prohibido ejercer el ministerio sacerdotal en las diócesis de París y Versalles. Junto con Anizan,un  40% de los miembros dejará la congregación, aunque sólo unos pocos participarán después en la fundación del nuevo instituto.

### En las trincheras de Verdún
A la par de la crisis interna que vivía la congregación de los Hermanos de San Vicente, y la paranoia antimodernista de Pio X, el mundo se convulsionaba. Durante junio y julio de ese año las tensiones entre las naciones europeas crecían y al final, durante los primeros días de agosto, el Imperio Austro-húngaro le declaraba la guerra a Serbia, Rusia, Francia e Inglaterra. Ante tal situación, el corazón de pastor del Padre Anizan no lo deja titubear y se enlista como capellán voluntario en la trinchera de Verdún. A partir de ahora, consagra su tiempo a hacer "recorridos", es decir, a visitar fuertes y trincheras. En algunos casos celebra allí mismo la misa, gracias a su altar portátil, o bien confiesa a los militares. A veces se transforma en ayudante de enfermería. Cuando los soldados vuelven los recibe en el pueblo. Todas las noches los visita, ofreciéndoles tabaco o cigarros y charlando con ellos. Se da por entero, compartiendo la situación de todos los que se enfrentan a la guerra. 
Los servicios proporcionados por Anizan serán oficialmente reconocidos por la República, tanto en una citación incluida en la orden dada a la 212° brigada, que se le hace llegar en marzo de 1916, como con la cruz de guerra que recibe el 22 de abril en la explanada de los inválidos de París. 
A lo largo de su estancia en Verdún, Anizan logra sobre todo superar la gran prueba y poner los cimientos de la vocación de los Hijos de la Caridad.En efecto, Anizan no renuncia a la realización de su vocación religiosa y de pastor al servicio del pueblo pobre y trabajador. Al contrario, el periodo transcurrido en la región de Verdún le permite comenzar a poner en práctica las decisiones tomadas en Pleterje. 
Desde que salió de París, Anizan se escribe regularmente con algunos amigos de confianza a los que anima a seguir con las intuiciones originales de los Hermanos, pero su invitación no tendrá futuro alguno. Poco a poco se va vislumbrando la fundación de una nueva congregación, aunque sea como trazos de un boceto inicial.

### Fundación de los Hijos de la Caridad
Ya desde diciembre de 1914, tras haber dejado a los Hermanos, se empieza a ver claramente la vocación personal Anizan, fruto de Pleterje: "Me he ofrecido a Dios para ser un verdadero hijo de la caridad. Deus Caritas est. Pero estoy sediento por serlo verdaderamente y en toda la extensión de la palabra". Esta vocación personal de Anizan, cuyos dos ejes centrales serán la búsqueda de la santidad y la entrega total a los pobres, hará eco en Alexandre Josse, Yves Allèz y Charles Devuyst, los tres sacerdotes y ex Hermanos de San Vicente. A mediados de diciembre los cuatro se comprometen solemnemente a vivir su vocación religiosa y misionera, formándose así el núcleo de la futura fundación. En pocas semanas, la irradiación que el grupo primitivo proyecta atrae a su órbita a antiguos Hermanos de San Vicente.
El sucesor de Pio X, el Papa Benedicto XV, no oculta su molestia por la forma en que se llevó a cabo el proceso contra Anizan y sus compañeros, de modo que ordena a la Congregación de Religiosos que no se tome ninguna medida respecto a ellos sin ser informado personalmente, a la vez que autoriza al Cardenal Amette, Arzobispo de París, para recibir en su diócesis a los antiguos hermanos laicos y a los sacerdotes. Sin duda que esto fue un gran alivio para Anizan, quien sufría al sentir un abismo infranqueable entre el Papa y él.
El 1 de octubre de 1919 el Papa autoriza que Anizan e Yves Allés pasen a encargarse de la parroquia de Nuestra Señora Auxiliadora de Clichy, en París. Esto sin duda inquieta a los Hermanos de San Vicente, sin embargo el Papa justifica su decisión ante el Desrousseaux (superior nombrado por Pio X) y Maignen en una audiencia.
Una vez instalado en Clichy, Anizan invita a los ex hermanos de San Vicente a retomar la vida religiosa bajo dos intuiciones: la búsqueda de la santidad y la evangelización del pueblo como tarea compartida por sacerdotes y religiosos laicos. En esta época Anizan comienza a redactar las primeras constituciones del futuro instituto, aunque duda entre reconstruir a los Hermanos de San Vicente de Paúl o iniciar una nueva fundación. Sin embargo, el proceso en Roma queda detenido. A pesar de la intervención de numerosos obispos a favor del proyecto de Anizan, Benedicto XV asegura que su prioridad en ese momento es la guerra, pero promete revisar el caso con detenimiento al terminar el conflicto.
En septiembre de 1918, con el apoyo del Cardenal Amette, Anizan decide reactivar el proceso de fundación y envía al Papa un informe detallado donde analiza críticamente a la congregación del padre Le Prevost y sus orientaciones apostólicas, a la vez que solicita para el y sus hermanos la autorización de retomar la vida religiosa y el apostolado popular. Benedicto XV estudia con detenimiento la solicitud de Anizan, subrayando con azul y rojo los puntos que aprueba y desaprueba. 
El 31 de octubre de 1918 el Papa le comunica a Monseñor Hertzog (procurador de los Sulpicianos en Roma y amigo de Anizan) su autorización para que Anizan funde una congregación diocesana que estará bajo la autoridad del arzobispo de París. Benedicto XV descarta que el nuevo instituto sea una reconstitución de los Hermanos de San Vicente de Paúl, pues a su modo de ver se trata de una fundación nueva, aprobada por Roma, que cuenta con una misión propia, unas modalidades particulares de apostolado y cuyo personal se compone, no sólo de antiguos Hermanos sino también de novicios nuevos procedentes de otros medios. 
Es el mismo Papa quien, eligiendo entre una lista sugerida por Anizan, da al instituto el nombre de Hijos de la Caridad. Con todo esto, Benedicto XV disipa la incertidumbre sobre los orígenes de la nueva congregación. El nacimiento de los Hijos de la Caridad es el resultado de la voluntad del Papa, el Instituto no procede de una filiación con los religiosos del padre Le Prevost sino de las intuiciones del padre Anizan fecundadas por las orientaciones papales. De este modo se cierra el capítulo de la gran y dolorosa prueba.

### Los primeros Hijos de la Caridad
Poco antes de la Navidad, Anizan envía una carta a sus amados hermanos, invitándoles a celebrar el nacimiento de los Hijos de la Caridad. El 25 de diciembre de 1918 el cardenal Amette firma el acta fundacional del instituto, nombrando al padre Emilio Anizan como primer superior general de la nueva congregación.
El Instituto queda oficialmente fundado, pero aún no existe realmente. Sus miembros, aún dispersos por la guerra, no han hecho el noviciado ni profesado sus votos, y a excepción de las parroquias de Clichy y de Ginebra, no se ejerce un ministerio pastoral en el mundo obrero, a través de la parroquia.
Varios sacerdotes y antiguos hermanos que estaban preparándose para retomar la vida religiosa y el apostolado popular en el seno de los Hijos de la Caridad mueren durante los combates. Las cartas que Anizan envía durante la guerra van anunciando con regularidad la muerte de alguno de los suyos. Charles Devuyst, uno de los miembros del núcleo inicial y futuro sucesor de Anizan como superior general, vuelve del frente con los pulmones quemados por el gas. En semejantes condiciones, la fundación de los Hijos de la Caridad representa un audaz desafío que hombres, casi todos ya mayores y marcados por la guerra, desean afrontar.
El padre Anizan instala el primer noviciado de los Hijos de la Caridad en Yerres, Seine et Oise, a unos quince kilómetros de París, en una zona de barracas de madera en un terreno umbrío. A partir del 19 de abril de 1919 y durante varias semanas llegan a Yerres los primeros futuros Hijos de la Caridad, contentos de encontrarse para empezar una nueva vida.
Su noviciado, que se desarrolla en condiciones precarias, dura un año. El instituto es pobre. Profesan el 11 de junio de 1920. Además del padre Anizan, nueve sacerdotes y nueve hermanos (con edades entre 29 y 73 años) pronuncian por primera vez la fórmula de compromiso redactada por el fundador: "Decidido a llevar la cruz, y a seguir a Jesucristo, mi divino maestro, yo hago ante Dios y pongo en tus manos, los votos de pobreza, castidad y obediencia en la congregación de los Hijos de la Caridad, de acuerdo con sus constituciones".
En los meses siguientes habrá otras profesiones religiosas con los que comienzan el noviciado más tarde, a causa de la desmovilización de la guerra o por las obligaciones del ministerio que estaban ejerciendo. El abanico de edades de esta segunda hornada será muy similar a la primera.

## Carisma

### El nombre del Instituto
El nombre de Hijos de la Caridad no se refiere a la virtud caridad, más bien quiere decir Hijos de Dios que es Caridad, haciendo alusión a las palabras de San Juan: “Deus Caritas est”, Dios es amor.

## Presencia
Los Hijos de la Caridad están presentes en 12 países repartidos en 4 continentes. 
• América: Canadá, México, Colombia y Brasil.
• Europa: Francia, España, Portugal e Italia
• África: República Democrática del Congo, El Congo y Costa de Marfil 
•Asia: Filipinas